# كفر حسن عطا الله
قرية كفر حسن عطا الله هي إحدى القرى التابعة لمركز منيا القمح في محافظة الشرقية في جمهورية مصر العربية. حسب إحصاءات سنة 2006، بلغ إجمالي السكان في كفر حسن عطا الله 945 نسمة، منهم 516 رجل و429 امرأة.